# Massamá e Monte Abraão
Massamá e Monte Abraão (oficialmente, União das Freguesias de Massamá e Monte Abraão) é uma freguesia portuguesa do município de Sintra, com 3,09 km² de 
área e 47 804 habitantes (censo de 2021). A sua densidade populacional é 15 470,6 hab./km².

## História
Foi criada aquando da reorganização administrativa de 2012/2013, resultando da agregação das antigas freguesias de Massamá e Monte Abraão.

## Demografia
A população registada nos censos foi:
| Distribuição da População por Grupos Etários | Distribuição da População por Grupos Etários | Distribuição da População por Grupos Etários | Distribuição da População por Grupos Etários | Distribuição da População por Grupos Etários |
| -------------------------------------------- | -------------------------------------------- | -------------------------------------------- | -------------------------------------------- | -------------------------------------------- |
| Ano                                          | 0-14 Anos                                    | 15-24 Anos                                   | 25-64 Anos                                   | > 65 Anos                                    |
| 2001                                         | 9339                                         | 7320                                         | 30127                                        | 3431                                         |
| 2011                                         | 8119                                         | 6177                                         | 28874                                        | 5751                                         |
| 2021                                         | 6455                                         | 5838                                         | 26420                                        | 9091                                         |

À data da junção das freguesias, a população registada no censo anterior (2011) foi:
| Freguesia atual                                | Freguesia atual  | Freguesia atual | Freguesias antigas | Freguesias antigas | Freguesias antigas |
| Freguesia                                      | População (2011) | Área (km²)      | Freguesia          | População (2011)   | Área (km²)         |
| ---------------------------------------------- | ---------------- | --------------- | ------------------ | ------------------ | ------------------ |
| União das Freguesias de Massamá e Monte Abraão | 48 921           | 4,67            | Massamá            | 28 112             | 2,78               |
| União das Freguesias de Massamá e Monte Abraão | 48 921           | 4,67            | Monte Abraão       | 20 809             | 1,89               |